# فريدريك إيبرهارت
فريدريك إيبرهارت (بالإنجليزية: Frederick Eberhardt)‏ هو مهندس أمريكي، ولد في 27 فبراير 1868 في نيوآرك في الولايات المتحدة، وتوفي في 1946.